# Hornschuchia
Hornschuchia este un gen de plante angiosperme din familia Annonaceae.

Cladograma conform Catalogue of Life:
| Hornschuchia | \| \| Hornschuchia alba \| \| \| \| \| \| Hornschuchia bryotrophe \| \| \| \| \| \| Hornschuchia cauliflora \| \| \| \| \| \| Hornschuchia citriodora \| \| \| \| \| \| Hornschuchia leptandra \| \| \| \| \| \| Hornschuchia lianarum \| \| \| \| \| \| Hornschuchia myrtillus \| \| \| \| \| \| Hornschuchia obliqua \| \| \| \| \| \| Hornschuchia polyantha \| \| \| \| \| \| Hornschuchia santosii \| \| \| \| |
|              | \| \| Hornschuchia alba \| \| \| \| \| \| Hornschuchia bryotrophe \| \| \| \| \| \| Hornschuchia cauliflora \| \| \| \| \| \| Hornschuchia citriodora \| \| \| \| \| \| Hornschuchia leptandra \| \| \| \| \| \| Hornschuchia lianarum \| \| \| \| \| \| Hornschuchia myrtillus \| \| \| \| \| \| Hornschuchia obliqua \| \| \| \| \| \| Hornschuchia polyantha \| \| \| \| \| \| Hornschuchia santosii \| \| \| \| |
|              | Hornschuchia alba |
|              | |
|              | Hornschuchia bryotrophe |
|              | |
|              | Hornschuchia cauliflora |
|              | |
|              | Hornschuchia citriodora |
|              | |
|              | Hornschuchia leptandra |
|              | |
|              | Hornschuchia lianarum |
|              | |
|              | Hornschuchia myrtillus |
|              | |
|              | Hornschuchia obliqua |
|              | |
|              | Hornschuchia polyantha |
|              | |
|              | Hornschuchia santosii |
|              | |